# Collège de Lisieux
Le collège de Lisieux, également appelé collège de Torcy, est un collège de l’ancienne université de Paris.

## Situation
Le collège fondé rue des Prêtres-Saint-Séverin, a été transféré dans les bâtiments du collège de Torchi rue Saint-Étienne-des-Grés sur la Montagne Sainte-Geneviève où il est resté jusqu'en 1762 puis dans les locaux de l'ancien collège de Dormans rue Jean-de-Beauvais jusqu'à sa suppression en 1792.

Le collège de Lisieux sur plans anciens
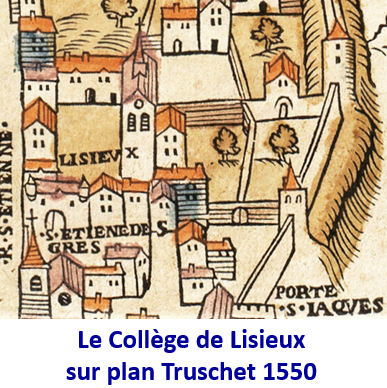
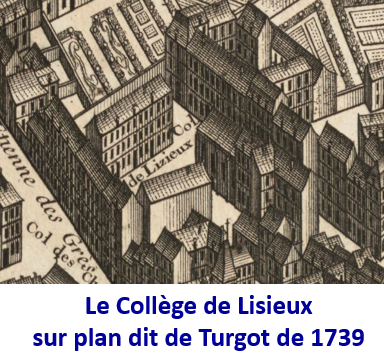

## Historique

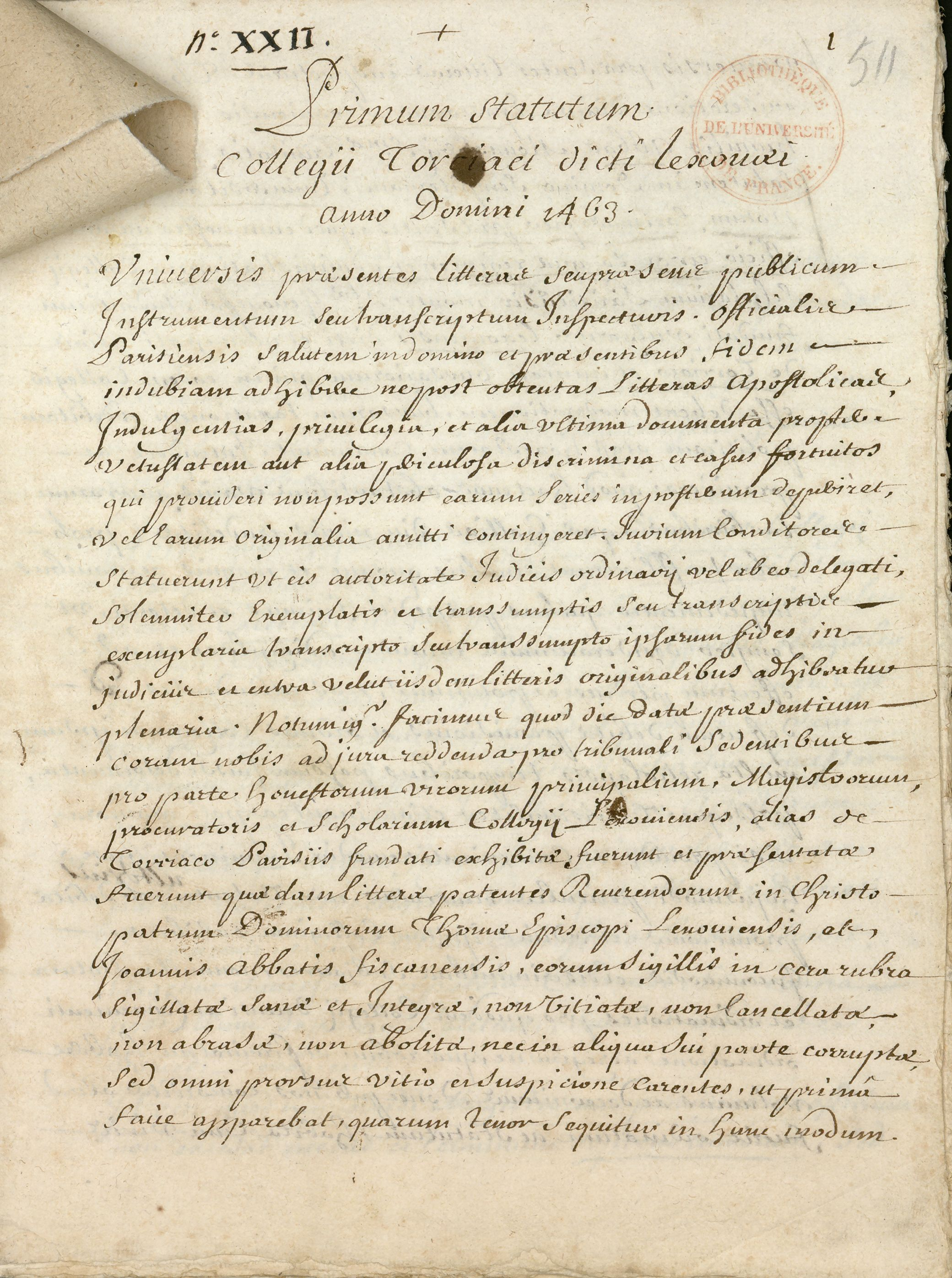
Fondation et statuts du collège de Torcy ou de Lisieux (Bibliothèque de la Sorbonne, NuBIS)

Ce collège est fondé, en 1336, par Guy d'Harcourt, évêque de Lisieux, qui laissa par testament la somme de mille livres parisis pour l’entretien et l’enseignement de vingt-quatre pauvres élèves boursiers de la faculté des arts, et cent livres parisis pour leur logement. Ce collège, qui reçut la dénomination de collège de Lisieux, fut d’abord établi dans la rue aux Prêtres, près Saint-Severin.
De nouvelles fondations, faites par deux de ses successeurs, Jean de Dormans, fondateur du collège de Beauvais, puis Guillaume d’Estouteville en accrurent les revenus, et facilitèrent la construction de nouveaux bâtiments : cent ans plus tard, le collège fut transféré en un lieu plus convenable, dans les bâtiments du collège de Torchi, récemment élevé au n° 5 rue Saint-Étienne-des-Grés, sur le fief de la Petite Bretonnerie, sur la montagne Sainte-Geneviève, en faveur des étudiants du diocèse de Lisieux. En 1422, à cause de ces deux dernières fondations, il portait le titre de collège de Torchi ou de Lisieux.

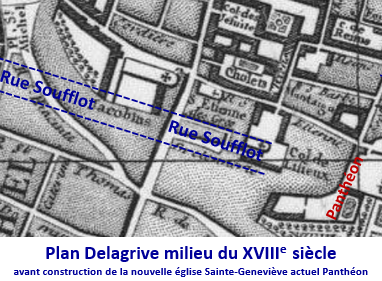
Tracé de la future rue Soufflot sur plan Delagrive vers 1750.

Ses bâtiments furent détruits en 1764 pour construire la nouvelle église Sainte-Geneviève, actuel Panthéon, aménager la place et la rue Soufflot.
Par arrêt du 7 septembre 1762, il fut transféré au collège Louis-le-Grand, mais l’arrangement n’ayant pas eu lieu, il fut transféré en 1767, dans les locaux de l'ancien  collège de Dormans, rue Jean-de-Beauvais.
Les bâtiments de la rue Jean-de-Beauvais furent le lieu de réunion de la section révolutionnaire du Panthéon puis le siège de la 12e municipalité de Paris et la caserne de Lisieux de 1801 à 1855.
Ce fut dans son église que, le 1er septembre 1815, fut installée la première école d’enseignement élémentaire d’après la méthode de Lancaster, considérée comme l’école mère de toutes celles de ce genre établies à Paris.
Cette église qui a échappé à la destruction est l'actuelle église orthodoxe roumaine des Saints-Archanges.
Le collège de Lisieux compta au nombre de ses professeurs Guillaume Du Val, Jean Le Fèvre et Charles-François Dupuis, et eut parmi ses élèves Antoine Arnauld et son frère Simon Arnauld de Pomponne, Julien Pouchard, Nicolas Louis de Lacaille, l’abbé Delille, Jean-François Collin d'Harleville, Louis François Cauchy, Pierre-Jean-Baptiste Chaussard, Louis Pierre Édouard Bignon.

Le peintre Étienne-Jean Delécluze en a fait la description, dans son journal : 

« Quel chagrin j'éprouvais à cet âge lorsque l'on me ramenait au collège. Le souvenir que je conserve de ces journées est si pénible que je fais tout au monde pour le chasser quand il me revient à l'esprit. Je ne puis penser à l'impression abominable que faisait sur moi la vue des grands murs et tourelles gothiques qui régnaient dans la cour du collège de Lisieux où j'allais, sans accuser la barbarie des hommes d'alors à qui l'éducation de la jeunesse était confiée. Puis, après, venaient les classes obscures, sales et sans air ; puis un professeur brutal, affublé de sa robe noire et de son bonnet carré, pièce d'habillement que je n'ai jamais pu voir sans humeur. C'était au milieu de tout cet attirail, dont l'aspect avait vraiment quelque chose d'infernal, qu'on nous entretenait des muses latines, qu'on prétendait nous faire entendre et goûter les écrits des poètes anciens. »